# Internationale naturbeskyttelsesområder i Danmark
Naturstyrelsen under Miljøministeriet har  udarbejdet 257 Natura 2000-planer for  Internationale naturbeskyttelsesområder i Danmark. Der er  udpeget 254 habitatområder, 113 fuglebeskyttelsesområder, og 27 ramsarområder; det giver mere end 246 områder i alt, da nogle områder hører under flere kategorier, og/eller flere områder indgår i samme naturplan. 
Ved hvert naturbeskyttelsesområde er angivet nummer og navn, samt Naturstyrelsens nummer for det eller de EU-habitatområder (H)  , fuglebeskyttelsesområder (F) og Ramsarområder (R) , som det enkelte område dækker.

## Eksterne kilder / henvisninger
1. ↑  Kort, Habitatområder 2016
2. ↑  Liste, habitatområder 2016
3. ↑   Kort fuglebeskyttelsesområder 2016
4. ↑  liste fuglebeskyttelsesområder 2016
5. ↑  Kort, ramsarområder 2016
6. ↑  Liste, ramsarområder 2016

- Bekendtgørelse nr 926 af 27/06/2016   om udpegning og administration af internationale naturbeskyttelsesområder...
- Natura 2000-planer 2016-21 Arkiveret 25. september 2020 hos  Wayback Machine
- Natura 2000-planlægningen perioden 2022-2027 Arkiveret 27. september 2020 hos  Wayback Machine på mst.dk hentet 29.juni 2020
- Natura 2000-planer 2009-15 Arkiveret 31. december 2016 hos  Wayback Machine
- Kort med arealinformationer fra Naturstyrelsen